# Гартман фон Ауэ
Га́ртман фон А́уэ (нем. Hartman von Owe, Ouwe, современное написание Hartmann von Aue; 1160[…], Швабия — 1210[…]) — немецкий поэт и музыкант, миннезингер. 

## Творчество
Действительно, в своей жизни и поэзии Гартман — яркий выразитель идеологии служилого рыцарства времён расцвета феодальной культуры. Швабский дворянин, вассал владетеля замка Ауэ, участник крестовых походов, во время которых тесное соприкосновение рыцарства различных национальностей способствовало развитию классовой культуры и обмену её ценностями, благодаря своему пребыванию во Фландрии ознакомившийся с более совершенными, чем немецкие, формами феодальной культуры фламандского и французского рыцарства, — Гартман в своих произведениях соединяет идеал светской куртуазии, «вежества», с мотивами христианского «отречения и покаяния».
В его лирике наряду с превосходными образцами куртуазной любовной песни представлены и песни о Крестовых походах (нем. Kreuzlieder), характерные для настроения первых крестоносцев. В своих ранних эпических произведениях Гартман переносит в немецкую литературу тематику и формы романов артуровского цикла, пересказывая куртуазные эпопеи Кретьена де Труа — «Erec» (Эрек) и «Iwein» (Ивейн). Сильнее и глубже, чем его прототип, выдвигает он основную идею рыцарского долга — преодоление личного счастья во имя «чести», большее место занимает у него анализ переживаний героев; в этом отношении он является предшественником Готтфрида Страсбургского.
Мотив отречения, приобретающего религиозную окраску, выступает ярче в позднейших, более оригинальных произведениях Гартмана: небольшой стихотворной повести о «Столпнике Григории» (нем. Gregorius von Steine, 1210) — эпической переработке христианского варианта легенды об Эдипе — и наиболее известном произведении Гартмана — стихотворной повести о «Бедном Генрихе» (нем. Der arme Heinrich), — не раз вдохновлявшей поэтов романтизма и символизма («Бедный Гейнрих» Гауптмана). Характерно для идеологии средневекового рыцаря-крестоносца, что и в этой трогательной истории о молодой крестьянке, готовой исцелить своей невинной кровью поражённого проказой господина, на первое место выдвигается не мотив жертвенной любви, а мотив долга вассала по отношению к сеньору; юная героиня произносит длинные поучительные речи о тщете земной жизни и сладости отречения. 
В области формы Гартман как мастер стиха значительно превосходит своего предшественника — фламандца Гейнриха фон Фельдеке: по богатству рифмы, лёгкости ритма и ясности изложения Гартмана превосходит только Готтфрид Страсбургский.